# 九龍ジェネリックロマンス
『九龍ジェネリックロマンス』（クーロンジェネリックロマンス、Kowloon Generic Romanceは、眉月じゅんによる日本の漫画。『週刊ヤングジャンプ』（集英社）にて、2019年49号より連載中。
2025年6月時点で累計発行部数は150万部を突破している。
メディアミックスとして、2025年4月から6月までテレビアニメが放送された。また、同年には実写映画が公開予定。

## あらすじ
宇宙空間にもうひとつの地球「ジェネリック地球（テラ）」が建設される時代。九龍（クーロン）は雑然としてどこか懐かしい街だった。九龍の不動産会社旺来地産公社で働く鯨井令子は同僚の工藤発にひそかに思いを寄せていた。しかし、彼女はひょんなことから自分と全く同じ姿、名前の女性が過去に自分と同じように暮らしていたこと、自分に過去の記憶がないことに気付く。ゆったり時間が流れる九龍で、徐々に謎が明らかになっていく。

## 登場人物
声の項はテレビアニメ版の声優。
鯨井 令子（くじらい れいこ）
声 - 白石晴香
32歳の女性。九龍城砦の不動産会社支社「旺来地產公司」に勤めている。スイカを食べたあとにタバコを吸うのが好き。眼鏡をかけているが、1話で視力が良くなっていることが判明し、以後はブルーライトカットの伊達眼鏡をかけている。年齢の割に子供っぽいところがある。工藤に想いを寄せている。グエンと出会ったのをきっかけに、過去に自分そっくりな「鯨井B」が工藤と婚約していたこと、過去の記憶がないことに気づき、「絶対の私になりたい」という思いを持つようになる。
鯨井B
声 - 山口由里子
過去に存在した令子そっくりの女性。名前は楊明がつけた仮名。工藤の2歳年上で、「旺来地產公司」では工藤の先輩にあたる。孤独を愛するミステリアスな女性。工藤の元婚約者だが、既に死亡している。単行本2巻以降の冒頭1話は鯨井Bのエピソードになっている。

工藤 発（くどう はじめ）
声 - 杉田智和
34歳の男性。「旺来地產公司」に勤めている。8を見かけると触ってしまう、昼食は必ず水餃子を食べるなど独特の「クセ」がある。30歳で日本から九龍支社に転勤し先輩の鯨井令子（鯨井B）と婚約していた。みゆきの調査により、三年前に旺来地產を退職し、日本にも帰国していないことが判明する。
李（リー）
「旺来地產公司」の支店長を務める壮年の男性。令子と工藤の上司。必ず定時で退社する。
楊明（ヨウメイ）
声 - 古賀葵
令子の友人。ミシンを使ってぬいぐるみやドレスなどを作る縫製業で生計を立てている。令子を「レコぽん」と呼ぶ。本名は「ヤンミン」。国民的女優・楊麗（ヤンリー）の娘であるが、全身の整形手術で過去を捨て、九龍城砦で暮らしている。九龍の秘密を知り、82話で自分と向き合うため小黒の案内で九龍から引っ越す。
小黒（シャオヘイ）
声 - 鈴代紗弓、斉藤壮馬（青年）
九龍の南燈街に住む小柄な女性。あちこちでアルバイトをしており、令子や工藤と頻繁に遭遇し懇意にしている。かわいいものが好きで、大量のロリータ服をコレクションしている。ファッション誌の読者モデル「苺」としても活動していた。実は女装した少年。
香港では汪診所の受付をする青年として登場。九龍取り壊し後は香港に移り住み、成長したため女装もやめていた。みゆきの父親の命を受け火災報知器の検査をする青年として九龍で潜入調査を始める。コードネームは「蛇苺」。少女姿のクローンと共存できる。
蛇沼 みゆき（へびぬま みゆき）
声 - 置鮎龍太郎
蛇沼グループ代表取締役。蛇沼グループ総帥の庶子。母親は日本人ハーフの踊り子で既に死去している。製薬会社や美容外科を経営し、ジェネリックテラ計画にも関わるやり手。眼鏡に端正な顔立ちの青年で蛇沼グループの顔となっているが、背中一面に蛇のタトゥーがあり、舌をスプリットタン（en:Tongue splitting）にしている。九龍に美容健康クリニック「蛇沼総合メディカル中心」を開業し、無料健康診断を行って九龍住民のデータを収集した。とある事情からクローン人間「ジルコニアン」の研究を極秘に進めており、令子に興味を持つ。半陰陽で、同性愛者。九龍では飲食物を口にせず、グエンにも注意している。
タオ・グエン
声 - 坂泰斗
喫茶店・金魚茶館のボーイ。令子に工藤と令子（鯨井B）は婚約していたと教えるが、その後消息不明になる。
再び令子に会った時は自分が知っている令子ではないと喝破する。みゆきの恋人で彼とともに九龍を調査していたが、彼から一方的に別れを告げられる。その後は令子と楊明の協力者となり、九龍の謎に迫る。
ユウロン
声 - 河西健吾
みゆきの友人。みゆきが執着する解体されたはずの第二九龍について調べている。九龍は見えず入ることもできない。九龍が見える条件は「後悔」であると突き止めた途端、九龍に出入りできるようになった。セリフは全て関西弁になっているが、6巻あとがきによれば「純粋な広東語ではなく訛りがある」という表現とのこと。
汪先生（おうせんせい）
声 - 仲野裕
香港で「汪診所」を営む年配の医者。以前は九龍で開業しており、みゆきとユウロンの面倒を見ていた。令子（鯨井B）の死去時に駆けつけ、オーバードーズによる自殺と診断した。

## 用語
ジェネリックテラ
九龍上空に浮かぶ正八面体の飛行物体。政府肝煎りのプロジェクトで蛇沼グループも関与する。人間の記憶や意識を保存し、事故や病気で失った時に復元することや、不老不死の研究にも役立つと説明されている。気脈を乱すという理由で建設前は反対運動が起きていた。みゆきの父親は幼くして亡くなった実の息子ハオラン（皓然）の復元を望んでおり、みゆきはこれを利用して父親への復讐を目論んでいる。マスコットキャラクターは「ジェネテラちゃん」で様々なグッズが作られ人気となっている。
92話ではユウロンが令子に自分が開発者と明かし、「ジェネテラはただのハリボテ」と暴露する。ユウロンによれば死者に会いたいという人々の共通意識がジェネリックテラの存在を確定させ、ジェネリック九龍をも出現させたという。
第二九龍寨城
1994年に九龍寨城が取り壊されたあと、住民によって再び建設された九龍そっくりの都市。第58話で物語の3年前に蛇沼グループによって解体されたことが明かされる。
ジェネリック九龍
第二九龍解体後に出現した九龍そっくりの都市。四季がなく、年中夏の様な気候。グエンによれば見える人と見えない人がおり、見えない人には瓦礫にしか見えない。ユウロンや小黒は「ジェネリック九龍（G九龍）」と呼ぶ。
楊明が外に出たときは所持金が消滅し、グエンから九龍で稼いだ金は外に出ると消えると教えられている。
ジルコニアン
ジェネリックテラ計画の裏で研究が進められていると噂になっているクローン人間。実在の人間をモデルにしており、モデルになった人間と会わせるとクローンのほうが消える。ジェネリック九龍の住人の多くがジルコニアンと推定されている。令子はモデルの女性（鯨井B）が既に亡くなっているため、蛇沼は「ジェネリック」と形容した。
蛇沼の風邪薬
商品名は「メビウス」。赤いOD錠（口腔内崩壊錠）で服用すると舌や唇が赤く染まる。副作用で死亡事故が起きたため販売中止になったが、覚醒剤と同様の効果があるため、闇で取引されている。九龍の壁に貼られた無数のお札の一部が取引の符丁として使われる。鯨井Bはメビウスのオーバードーズで亡くなったと推察されている。

## 制作背景

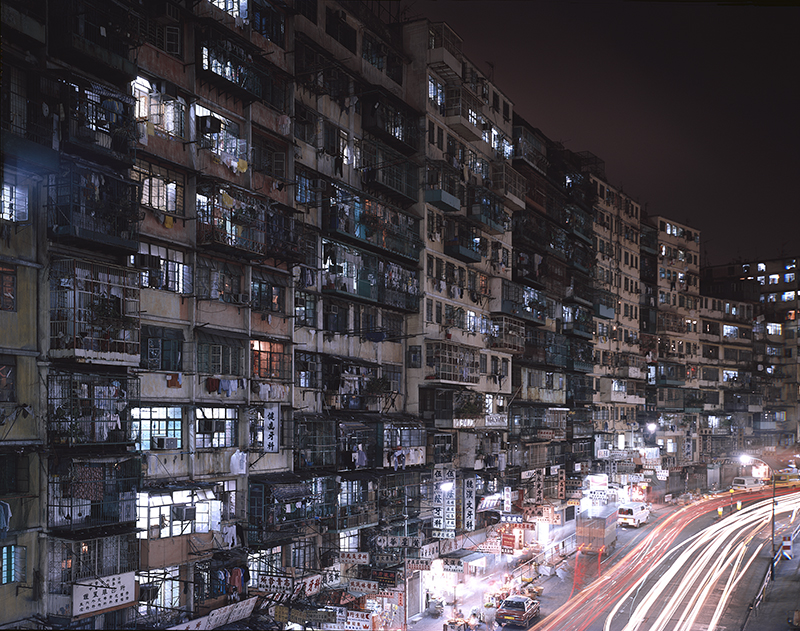
九龍城砦の夜景（1993年）

物語の舞台となった九龍城砦はかつて香港に実在した鉄筋コンクリート構造のバラック、東洋の魔窟と通称される巨大なスラム街であった。中国大陸からの不法入境者の温床となるやや危険な地域だったが、1993年から1994年にかけて取り壊し工事が行われ、再開発後は九龍寨城公園が造成された。
作者の眉月は中学生のときに遊んだPlayStation用ゲーム『クーロンズゲート』で九龍城砦を知り、『恋は雨上がりのように』の連載中から同地を題材にした漫画の構想を立てていた。舞台造りには九龍城砦の写真集だけでなく眉月がかつて旅行した台湾の雰囲気が反映された。

## 書誌情報
- 眉月じゅん『九龍ジェネリックロマンス』集英社〈ヤングジャンプ・コミックス〉、既刊11巻（2025年4月17日現在）
  1. 2020年2月19日発売[16][4]、ISBN 978-4-08-891488-6
  2. 2020年7月17日発売[17][18]、ISBN 978-4-08-891650-7
  3. 2020年11月19日発売[19]、ISBN 978-4-08-891728-3
  4. 2021年2月19日発売[20]、ISBN 978-4-08-891829-7
  5. 2021年6月18日発売[21]、ISBN 978-4-08-892012-2
  6. 2021年11月19日発売[22]、ISBN 978-4-08-892131-0
  7. 2022年5月18日発売[23]、ISBN 978-4-08-892271-3
  8. 2022年12月19日発売[24]、ISBN 978-4-08-892433-5
  9. 2023年10月19日発売[25]、ISBN 978-4-08-892863-0
  10. 2024年10月18日発売[26]、ISBN 978-4-08-893267-5
  11. 2025年4月17日発売[27]、ISBN 978-4-08-893715-1

## テレビアニメ
2025年4月から6月まで、テレビ東京系列ほかにて放送された。

### スタッフ
- 原作 - 眉月じゅん[6]
- 監督 - 岩崎良明[12]
- シリーズ構成・脚本 - 田中仁[15]
- キャラクターデザイン - 柴田由香[12]
- 美術監督 - 金子雄司[12]
- 美術デザイン - 平澤晃弘[15]
- プロップデザイン - 岩永悦宜[15]
- 色彩設計 - 松山愛子[15]
- 撮影監督 - 今泉秀樹[15]
- 編集 - 吉武将人[15]
- 音響監督 - 明田川仁[15]
- 音響効果 - 安藤由衣
- 音響制作 - マジックカプセル
- 音楽 - 佐高陵平[15]
- 音楽制作 - Lantis
- 音楽プロデューサー・音楽ディレクター - 土橋陣
- プロデューサー - 有澤亮哉、圡方真、末吉孝充
- アニメーションプロデューサー - カルキ ラジーブ
- アニメーション制作 - アルボアニメーション[12]
- 製作 -「九龍ジェネリックロマンス」製作委員会[6]

### 主題歌
「サマータイムゴースト」
水曜日のカンパネラによるオープニング主題歌。作詞・作曲・編曲はケンモチヒデフミ。
「恋のレトロニム」
mekakusheによるエンディング楽曲。作詞・作曲はmekakushe、編曲は佐高陵平。
「わたしだけのポラリス」
mekakusheによる第7話のエンディング楽曲。作詞・作曲はmekakushe、編曲は佐高陵平。
「ユワナメロウ」
mekakusheによる第10話と第11話のエンディング楽曲。作詞・作曲はmekakushe、編曲は佐高陵平。

### 各話リスト
| 話数   | 絵コンテ   | 演出              | 作画監督                                                                                                 | 総作画監督          | 初放送日      |
| ------ | ---------- | ----------------- | --- | ------------------- | ------------- |
| 第1話  | 岩崎良明   | 川口太詩          | 阪口詩織 高橋宏郁                                                                                        | 竹本佳子 中谷友紀子 | 2025年 4月5日 |
| 第2話  | 岩崎良明   | 川口太詩          | 阪口詩織 高橋宏郁 Hwang you-seon                                                                         | 竹本佳子 中谷友紀子 | 4月12日       |
| 第3話  | 宮崎なぎさ | 北川正人          | 阪口詩織 高橋宏郁 Yeo jeong-min Hwang you-seon                                                           | 竹本佳子 中谷友紀子 | 4月19日       |
| 第4話  | 宮崎なぎさ | 北川正人          | 関藤寛生 能地清                                                                                          | 竹本佳子 中谷友紀子 | 4月26日       |
| 第5話  | 宮崎なぎさ | 井上ジェット      | 柴田由香 木下由衣                                                                                        | 柴田由香            | 5月3日        |
| 第6話  | 宮崎なぎさ | 川口太詩          | 阪口詩織 関藤寛生 高橋宏郁                                                                               | 竹本佳子 中谷友紀子 | 5月10日       |
| 第7話  | 宮崎なぎさ | 黒瀬大輔          | 能地清 松本勝次 尘葬 王佳欣 阿伟                                                                         | 竹本佳子 中谷友紀子 | 5月18日       |
| 第8話  | 二瓶勇一   | 吉田俊司          | 野口智也 臼井里江 松井瑠生 安藤勘作 西村侑季                                                             | 竹本佳子 中谷友紀子 | 5月24日       |
| 第9話  | 宮崎なぎさ | 北川正人          | 稲垣茉莉子 森悦史 王佳欣                                                                                 | 竹本佳子 中谷友紀子 | 5月31日       |
| 第10話 | 二瓶勇一   | 吉村朝陽          | 橋本穂高 斎藤大輔 安藤勘作 山道到威 松井瑠生 斉藤茉莉 大原大 高橋香織 杭州神在动画 LIKAI STUDIO 西村侑季 | 竹本佳子 中谷友紀子 | 6月7日        |
| 第11話 | 宮崎なぎさ | 川口太詩          | 阪口詩織 高橋宏郁 西村侑季                                                                               | 竹本佳子 中谷友紀子 | 6月14日       |
| 第12話 | 宮崎なぎさ | 黒瀬大輔          | 高橋宏郁 阪口詩織 西村侑季 秋眠 刘佳 槐夏 王佳欣 徐済强 刘海林 汤伟鑫                                    | 竹本佳子 中谷友紀子 | 6月21日       |
| 第13話 | 宮崎なぎさ | 岩崎良明 北川正人 | 関藤寛生 稲垣茉莉子 小澤和則 阪口詩織 高橋宏郁 西村侑季 Jiaxin Wang                                      | 竹本佳子 中谷友紀子 | 6月28日       |

### 放送局
| 放送期間                | 放送時間                     | 放送局                               | 対象地域                                                    | 備考                                    |
| ----------------------- | ---------------------------- | ------------------------------------ | ----------------------------------------------------------- | --------------------------------------- |
| 2025年4月5日 - 6月28日  | 土曜 23:00 - 23:30           | テレビ東京（製作参加） ほか系列全6局 | 北海道・関東広域圏・愛知県・ 大阪府・岡山県・香川県・福岡県 | 字幕放送                                |
| 2025年4月8日 - 7月1日   | 火曜 21:00 - 21:30           | AT-X                                 | 日本全域                                                    | CS放送 / 字幕放送 / リピート放送あり    |
| 2025年4月14日 - 7月7日  | 月曜 1:05 - 1:35（日曜深夜） | 大分朝日放送                         | 大分県                                                      | [ 35 ]                                  |
| 2025年4月29日 - 7月22日 | 火曜 1:30 - 2:00（月曜深夜） | 北陸放送                             | 石川県                                                      | [ 36 ]                                  |
| 2025年5月10日 - 8月2日  | 土曜 21:00 - 21:30           | アニマックス                         | 日本全域                                                    | BS/CS放送 / 字幕放送 / リピート放送あり |

| 配信開始日    | 配信時間                  | 配信サイト | 備考           |
| ------------- | ------------------------- | --- | -------------- |
| 2025年4月5日  | 土曜 23:30 更新           | ABEMA アニメタイムズ | 見放題先行配信 |
| 2025年4月8日  | 火曜 23:30 以降順次更新   | アニメ放題 J:COM STREAM TELASA dアニメストア Disney+ DMM TV Netflix バンダイチャンネル Hulu Prime Video FOD milplus見放題パックプライム U-NEXT Lemino | 見放題配信     |
|               |                           | J:COM STREAM TELASA ニコニコチャンネル HAPPY!動画 バンダイチャンネル Prime Video milplus Rakuten TV ムービーフル                                      | 都度課金配信   |
|               | 火曜 23:30 - 水曜 0:00    | ABEMA | 見逃し無料配信 |
| 2025年4月12日 | 土曜 0:00（金曜深夜）更新 | TVer ネットもテレ東 | 見逃し無料配信 |

### BD
| 巻  | 発売日            | 収録話         | 規格品番   | 規格品番                              |
| 巻  | 発売日            | 収録話         | 特装限定版 | 九龍謹製水餃子セット付 完全数量限定版 |
| --- | ----------------- | -------------- | ---------- | ------------------------------------- |
| BOX | 2025年9月24日予定 | 第1話 - 第13話 | BCXA-1998  | BCXA-1999                             |

### Webラジオ
鯨井令子役の白石晴香がパーソナリティを務めるWebラジオ『九龍ジェネリック電台（レディオ）』が2025年4月から毎月第一月曜日に音泉およびYouTubeチャンネル「EMOTION Label Channel」にて配信。
| テレビ東京系列 土曜 23:00 - 23:30                      | テレビ東京系列 土曜 23:00 - 23:30                   | テレビ東京系列 土曜 23:00 - 23:30     |
| 前番組                                                 | 番組名                                              | 次番組                                |
| ------------------------------------------------------ | --------------------------------------------------- | ------------------------------------- |
| SAKAMOTO DAYS（第1クール） （2025年1月11日 - 3月22日） | 九龍ジェネリックロマンス （2025年4月5日 - 6月28日） | 怪獣8号（第2期） （2025年7月19日 - ） |

## 実写映画
2025年8月29日に公開予定。監督は池田千尋、主演は吉岡里帆と水上恒司。

### キャスト（実写映画）
- 鯨井令子 - 吉岡里帆[7]
- 工藤発 - 水上恒司[7]
- タオ・グエン - 栁俊太郎[42]
- 楊明 - 梅澤美波（乃木坂46）[42]
- ユウロン - フィガロ・ツェン[42]
- 小黒 - 花瀬琴音[42]
- 諏訪太朗[41]
- 三島ゆたか[41]
- 「クラブ万⾥」のママ - サヘル・ローズ[43]
- 蛇沼製薬の宣伝スタッフ - 関口メンディー[43]
- 李 - 山中崇[43]
- 周 - 嶋田久作[43]
- 蛇沼みゆき - 竜星涼[42]

### スタッフ（実写映画）
- 原作 - 眉月じゅん『九龍ジェネリックロマンス』（集英社 ヤングジャンプコミックス刊）[6]
- 監督 - 池田千尋[42]
- 脚本 - 和田清人、池田千尋[43]
- 音楽 - 小山絵里奈[43]
- 主題歌 - Kroi「HAZE」（IRORI Records / PONY CANYON INC.）[40][41]
- 製作 - 浅沼誠、川崎由紀夫、瓶子吉久、垰義孝、弓矢政法、長瀬俊二郎[44]
- エグゼクティブ・プロデューサー - 仲吉治人、丸茂礼、大好誠[44]
- プロデューサー - 有澤亮哉、梶原富治、菊池実里[44]
- 撮影 - 北信康（J.S.C.）[44]
- 照明 - 柴田雄大[44]
- 美術 - 塚本周作[44]
- 装飾 - 加々本麻未[44]
- 録音 - 髙田伸也[44]
- 編集 - 目見田健[44]
- スタイリスト - 神田百実[44]
- ヘアメイク - 田鍋知佳[44]
- 音響効果 - 大塚智子[44]
- VFXスーパーバイザー - 鹿角剛[44]
- 助監督 - 小菅規照[44]
- 制作担当 - 多賀典彬[44]
- 音楽プロデューサー - 土橋陣[44]
- 宣伝プロデューサー - 奥村裕則
- ラインプロデューサー - 三好保洋[44]
- キャスティング - あんだ敬一[44]
- 制作プロダクション - ROBOT[42]
- 制作協力 - さざなみ[43]
- 企画・配給 - バンダイナムコフィルムワークス[6]
- 製作 - 映画「九龍ジェネリックロマンス」製作委員会